# Leuchtheringe
Die Leuchtheringe (Platytroctidae, Syn.: Searsiidae) sind eine Familie der Alepocephaliformes. Die 9 bis 30 Zentimeter lang werdenden Fische leben in der Tiefsee, meist in Tiefen zwischen 300 und 1000 Metern Wassertiefe im Atlantik, im Indischen Ozean und im Pazifik. Sie fehlen im Mittelmeer.

## Merkmale
Die Fische haben keine Schwimmblase. Eine schwarz pigmentierte Blase unter dem Schultergürtel, der Schultersack, produziert eine leuchtende schleimige Flüssigkeit, die durch einen ventralen Kanal am Beginn der Seitenlinie zur Verteidigung ausgestoßen werden kann. Viele Arten haben Leuchtorgane, die bei Jungfischen horizontal, bei ausgewachsenen Tieren nach unten ausgerichtet sind. Platytroctes apus fehlen die Bauchflossen.
Pectorale 14–28, Ventrale 6–10, 4–8 Kiemenstrahlen, 40 bis 52 Wirbel.

## Gattungen und Arten

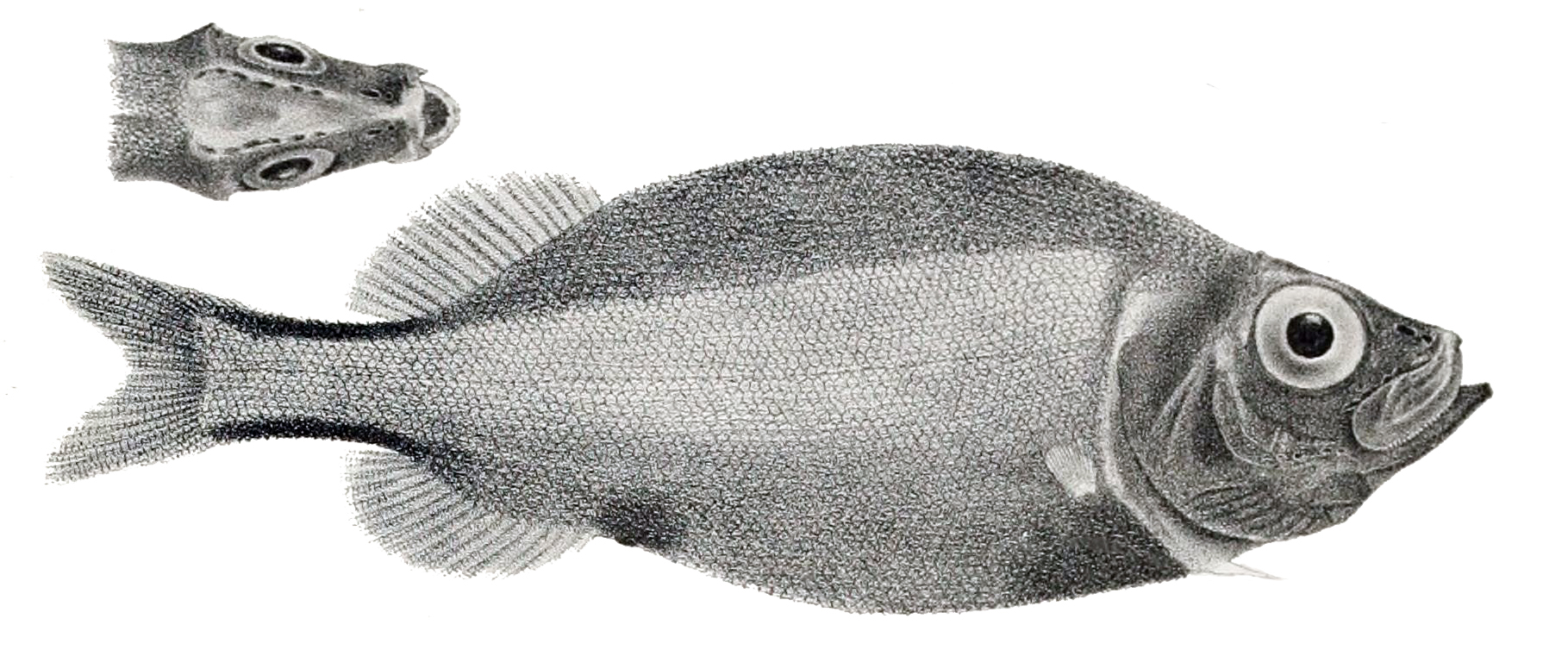
Platytroctes apus

Es gibt 13 Gattungen, die zusammen 39 Arten enthalten. 
- Barbantus (Parr, 1951)
  - Barbantus curvifrons
  - Barbantus elongatus
- Holtbyrnia (Parr, 1937)
  - Holtbyrnia anomala
  - Holtbyrnia cyanocephala
  - Holtbyrnia innesi
  - Holtbyrnia intermedia
  - Holtbyrnia laticauda
  - Holtbyrnia latifrons
  - Holtbyrnia macrops
  - Holtbyrnia melanocephala
  - Holtbyrnia ophiocephala
- Matsuichthys (Sazonov, 1992)
  - Matsuichthys aequipinnis
- Maulisia (Parr, 1960)
  - Maulisia acuticeps
  - Maulisia argipalla
  - Maulisia isaacsi
  - Maulisia mauli
  - Maulisia microlepis
- Mentodus (Parr, 1951)Mentodus rostratus
  - Mentodus bythios
  - Mentodus crassus
  - Mentodus eubranchus
  - Mentodus facilis
  - Mentodus longirostris
  - Mentodus mesalirus
  - Mentodus perforatus
  - Mentodus rostratus
- Mirorictus (Parr, 1947)
  - Mirorictus taningi
- Normichthys (Parr, 1951)
  - Normichthys herringi
  - Normichthys operosus
  - Normichthys yahganorum
- Pectinantus (Sazonov, 1986)
  - Pectinantus parini
- Persparsia (Parr, 1951)
  - Persparsia kopua

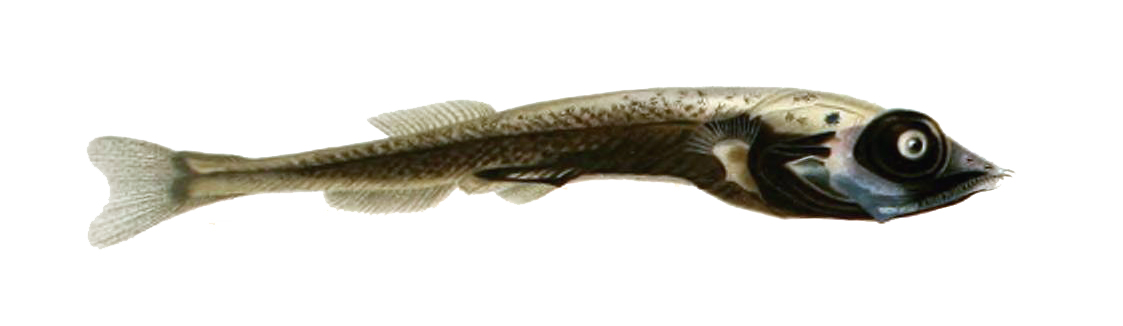
Mentodus rostratus

- Platytroctes (Günther, 1878)Platytroctes apus
  - Platytroctes apus
  - Platytroctes mirus
- Sagamichthys (Parr, 1953)
  - Sagamichthys abei
  - Sagamichthys gracilis
  - Sagamichthys schnakenbecki
- Searsia (Parr, 1937)
  - Searsia koefoedi
- Searsioides (Sazonov, 1977)
  - Searsioides calvala
  - Searsioides multispinus